# Hannes Loh
Hannes Loh (* 1971) ist ein deutscher Autor und Musiker. Unter dem Pseudonym LJ war er einer der Mitbegründer der deutschen Hip-Hop-Gruppe Anarchist Academy.

## Leben
Loh ist der ältere Sohn des Lehrers und Aktivisten Kurt Holl (1938–2015), von dessen Vaterschaft er erst 20 Jahre nach seiner Geburt erfährt. Von 1986 bis 1998 ist Loh als Musiker aktiv. 1992 gründete er zusammen mit Big B die Polit-Rap-Gruppe Anarchist Academy, mit der er bis 1998 mehrere Alben veröffentlichte und Konzerte in ganz Europa gab. Von 1995 bis 1997 war er Mitherausgeber des Hip-Hop-Magazins Anarchist to the Front. Danach arbeitete er als freier Journalist für das Magazin Intro und engagierte sich gegen rechtsradikale Texte im Rap. Ab dem Jahr 2000 veröffentlichte Loh diverse Bücher, die sich mit der Geschichte des Deutschen Hip-Hop auseinandersetzten. In der Hip-Hop-Szene umstritten war insbesondere das 2002 gemeinsam mit Murat Güngör veröffentlichte Buch Fear of a Kanak Planet. Hiphop zwischen Weltkultur und Nazi-Rap.
Später arbeitete Loh als Lehrer für Deutsch und Geschichte am Geschwister-Scholl-Gymnasium in Pulheim bei Köln.
Als Kool Savas 2005 in seinem gegen Eko Fresh gerichteten Disstrack „Das Urteil“ die Zeilen „Du bist ein Typ, der Lügen verbreitet wie Hannes Loh“ rappte, veröffentlichte Anarchist Academy zum ersten Mal seit Jahren wieder in voller Besetzung den direkt an Kool Savas gerichteten Disstrack „Die total verrückten Crazyboys schlagen zurück“, der allein über intro.de mehr als 25.000 mal heruntergeladen wurde.

## Werke
- mit Murat Güngör und Uh-Young Kim: Remix Almanya: Eine postmigrantische HipHop-Geschichte. Hannibal, Innsbruck 2024, ISBN 978-3-85445-777-0.
- mit Sascha Verlan: 35 Jahre HipHop in Deutschland (Aktualisierte und erweiterte Ausgabe des Standardwerks über die deutsche HipHop-Szene). Hannibal Verlag, Höfen 2015, ISBN 978-3-85445-479-3.
- mit Sascha Verlan: 25 Jahre HipHop in Deutschland (Aktualisierte Ausgabe, 1980–2005). Hannibal Verlag, Höfen 2006, ISBN 978-3-85445-261-4.
- mit Sascha Verlan: 20 Jahre HipHop in Deutschland. Hannibal Verlag, Höfen 2000, ISBN 3-85445-184-9.
- mit Murat Güngör: Fear Of A Kanak Planet – HipHop zwischen Weltkultur und Nazi-Rap. Hannibal Verlag, Höfen 2002, ISBN 978-3-85445-210-2
- mit Sascha Verlan: HipHop. Unterrichtsmaterialien für die Sekundarstufen. Sprechgesang: Raplyriker und Reimkrieger. Verlag an der Ruhr, Mülheim 2000, ISBN 3-86072-554-8.